# Майдан (Хмельницький район)
Майда́н (колишня назва — Макогонівка) — село в Україні, у Летичівській селищній територіальній громаді Хмельницького району Хмельницької області. 
Населення становить 88 осіб. Відстань до Летичева становить близько 24 км і проходить автошляхом Т 2318.

## Історія
7 (20) листопада 1917 року, відповідно до Третього Універсалу Української Центральної Ради, увійшло до складу Української Народної Республіки.
12 червня 2020 року, відповідно до розпорядження Кабінету Міністрів України № 727-р «Про визначення адміністративних центрів та затвердження територій територіальних громад Хмельницької області», увійшло до складу Летичівської селищної територіальної громади.
19 липня 2020 року, в результаті адміністративно-територіальної реформи та ліквідації Летичівського району, село увійшло до складу новоутвореного Хмельницького району.